# NTN Europe
NTN Europe (anciennement NTN-SNR Roulements) est une société française de fabrication de roulements mécaniques et de pièces mécaniques de haute précision. Son siège social est basé à Annecy en Haute-Savoie. 

## Organisation
Elle fait partie du groupe japonais NTN. NTN Europe conçoit, industrialise et distribue des produits mécaniques de haute précision sur l'Europe, l'Afrique et au Brésil. Elle dispose de filiales en Italie, Espagne, Allemagne, Maroc, Pologne, Roumanie, Russie, Brésil.
NTN Europe a réalisé un chiffre d’affaires de 772 millions d’euros sur l'exercice 2023. 
En France, NTN comprend des sites industriels (Argonay, Meythet, Seynod, Alès) , logistiques (Cran-Gevrier, Saint-Vulbas) et commerciaux (Lyon, Vanves). Avec près de 2 100 personnes sur les 5 sites du bassin annécien, NTN Europe est le premier employeur industriel des 2 Savoies[réf. souhaitée].

## Produits
NTN Europe conçoit et industrialise des produits mécaniques de haute précision pour 3 marchés: l'automobile, l'industrie et l'aéronautique. 
L’automobile est l’activité principale du groupe. NTN conçoit et fabrique des roulements pour toutes les applications automobiles : suspensions, roues, embrayages… NTN est leader mondiale sur les roulements de roue, deuxième sur les joints de transmission et leader européen des suspensions. En Europe, 9 véhicules sur 10 des plus vendus, sont équipés de ses roulements : roues, suspensions, boîtes de vitesse,  éléments de distributions ou joints de transmission. La société propose des produits de première monte aux constructeurs ainsi que des produits de rechange aux principaux équipementiers / distributeurs. Elle est également le créateur du roulement instrumenté ASB (Active Sensor Bearing), aujourd'hui devenu la norme.
Dans l'industrie, NTN est présent chez de nombreux constructeurs et équipementiers dans plus de 30 domaines différents : machines de construction, transport ferroviaire, machines-outils, sidérurgie, machines agricoles, industrie générale, mines et carrières, éolien, ... Fournisseur privilégié de la SNCF, NTN Europe apporte entre autres les roulements de transmission et les roulements de roue du TGV ainsi que le futur AGV (Automotrice à Grande Vitesse). En 2007, la SNCF, ALSTOM et les roulements SNR ont d’ailleurs battu le record du monde de vitesse sur rail avec 574,8 km/h, sur la nouvelle ligne à grande vitesse Est Européenne.
Partenaire depuis plus de 40 ans des grands programmes aéronautiques et spatiaux, la société équipe avions civils et militaires, hélicoptères, fusées et satellites avec des roulements pour turbines, de boites et d'arbres de transmissions, de moteurs, de commandes de vol. La société équipe notamment le moteur CFM 56, le plus vendu au monde (B737, A320) et est présent sur l'airbus A380. Depuis le début des années 90, elle est également le fournisseur de roulements pour la fusée Ariane 5. Elle participe au développement des moteurs de demain comme le Leap.
Ses principaux concurrents en Europe sont SKF et Schaeffler.

## Histoire
Cette société a vu le jour en 1916 sous le nom de SRO (Schmidt Roost Oerlikon). En 1946, elle devient une filiale de Renault et devient SNR (Société Nouvelle de Roulements). Spécialisée dans les roulements, elle atteint un chiffre d’affaires de 499 millions d’euros en 2005, avec 3 200 salariés sur 5 sites en France. 
Le 30 mars 2007, le groupe japonais NTN réalise une prise de participation de 35 % . Le 7 avril 2008, la part de NTN est portée à 51 %, puis à 80% le 22 juillet 2010. SNR devient NTN-SNR Roulements. Le 1er octobre 2010, NTN France est intégrée dans NTN-SNR Roulements et la participation de NTN passe à 82,27 %. Début 2013, le groupe Renault a vendu toutes ses parts à NTN qui est désormais actionnaire à 100 %.
Le 21 février 2014 est inauguré le centre logistique de Cran-Gevrier dans la banlieue d'Annecy.
Le 5 avril 2018, NTN-SNR Roulements inaugure l'usine d'Argonay en Haute-Savoie dédiée aux roulements aéronautiques.
En 2023, NTN-SNR Roulements change d'identité et devient NTN Europe.

## Délit d'entente
En 2014, la commission européenne inflige une amende de 953 millions d'euros à 6 fournisseurs de roulements dont NTN-SNR à hauteur de 201 millions pour entente sur le marché automobile de 2004 à 2011.

## Voir aussi

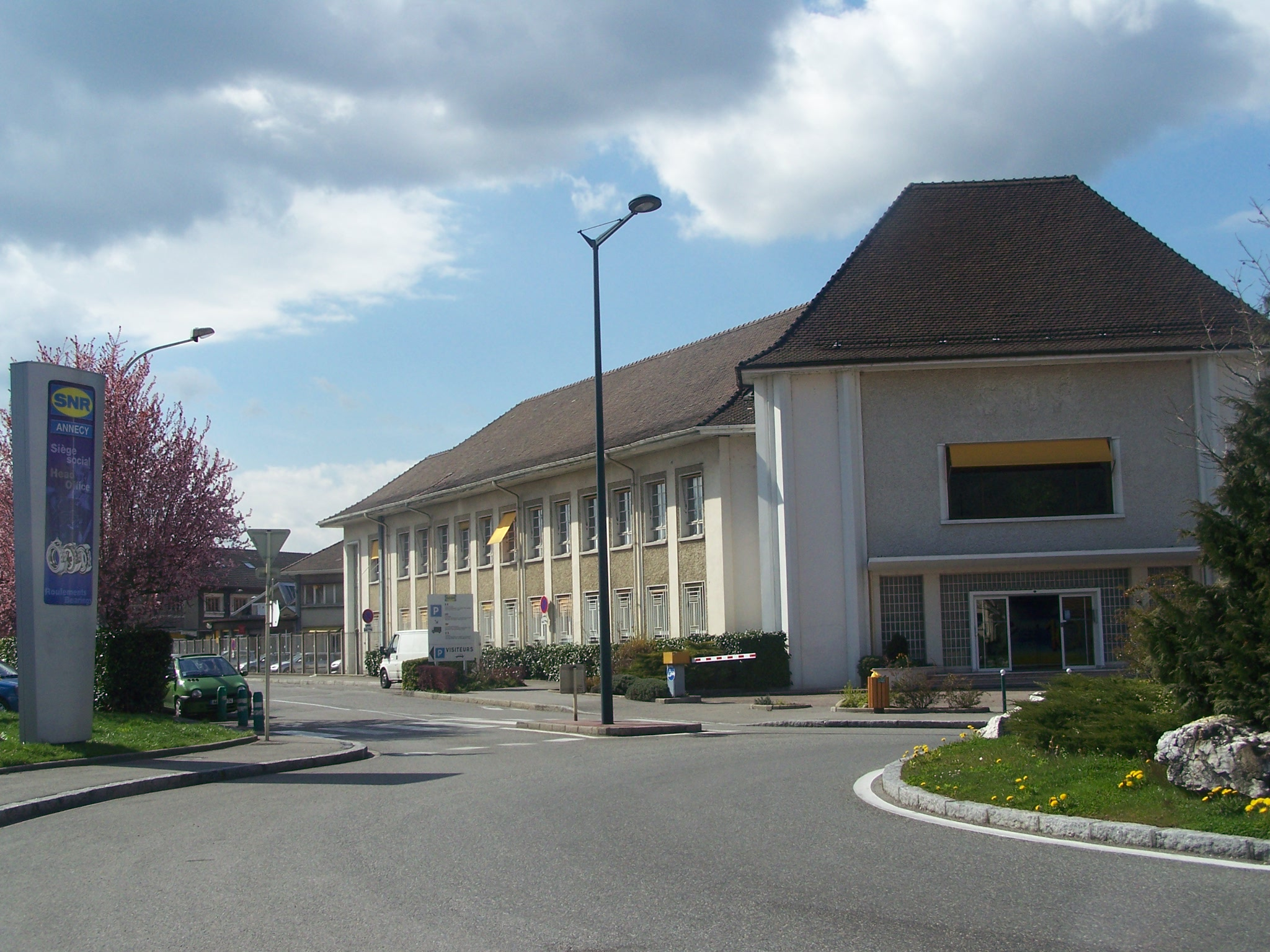
Le siège social de NTN Europe.